# Wojna domowa w Grecji
Wojna domowa w Grecji (gr. ο Eλληνικός Eμφύλιος Πόλεμος trb. o Elinikos Emfilios Polemos trl. o Ellīnikós Emfýlios Pólemos) – walki prowadzone od grudnia 1944 roku do stycznia 1945 roku (pierwsza faza) oraz w latach 1946–1949 (druga faza) na terenie Grecji pomiędzy rządowymi siłami zbrojnymi, wspierającymi monarchę i prawicę, wspomaganymi militarnie i logistycznie przez Wielką Brytanię oraz Stany Zjednoczone, a komunistycznymi siłami DSE (gr. ΔΣΕ, Dimokratikos Stratos Ellados – Demokratyczne Wojsko Grecji), wywodzącymi się spośród części kombatantów lewicowego ruchu oporu EAM–ELAS (gr. ΕΑΜ – ΕΛΑΣ), jednak znacznie mniej od nich licznymi. Komunistów z DSE popierali lewicowi macedońscy partyzanci z Frontu Wyzwolenia, z greckiej prowincji Macedonia. Po stronie rządowej, jeszcze przed wybuchem wojny domowej, drogą nadzwyczajnego poboru, zmobilizowano do wojska, Gwardii Narodowej i więziennictwa byłych członków greckich formacji hitlerowskich.
Partyzanci domagali się opuszczenia Grecji przez wojska brytyjskie i wypełnienia wcześniejszych umów międzynarodowych w sprawie Grecji i porozumienia z Warkizy. Starcie zbrojne poprzedziły masowe represje wobec kombatantów ruchu oporu.

## Geneza konfliktu
Konflikt zwolenników republiki ze zwolennikami monarchii sięgał korzeniami 1915 r., kiedy to państwo podzieliło się nawet na dwie części (schizma narodowa). W okresie międzywojennym parlament także ogłaszał republikę. Z kolei w 1936, demokratycznie przywrócony do tronu, król Jerzy II poparł wojskowy zamach stanu, rozwiązując parlament. W efekcie, nastąpił okres prześladowań lewicy i mniejszości etnicznych, a państwo przyjęło liczne idee i zewnętrzną postać faszyzmu.
W trakcie II wojny światowej sporną kwestią obu frakcji politycznych stało się podejście do okupacji niemieckiej od 1941 roku. Działał wtedy rząd kolaboracyjny, a śmierć głodowa dotknęła od 100 do 300 tysięcy obywateli Grecji. Do sytuacji tej przyczyniła się walnie także brytyjska blokada morska, uniemożliwiająca tradycyjny i niezbędny Grekom duży import żywności. W efekcie głodu i hiperinflacji nastąpił szybki rozwój partyzantki, zwłaszcza lewicowej formacji ELAS, politycznie podległej Frontowi Wyzwolenia Narodowego (EAM), pozostającym pod silnym wpływem Komunistycznej Partii Grecji. Celem ELAS nie była jednak budowa komunizmu, ale wyzwolenie kraju spod okupacji oraz zapewnienie ojczyźnie suwerenności, w ustrojowej formie republiki, z przywróceniem jej obywatelom ogólnego poczucia bezpieczeństwa i sprawiedliwości społecznej.
Po opuszczeniu Grecji przez okupacyjną armię niemiecką, zgodnie z podziałem stref wpływów pomiędzy ZSRR a Wielką Brytanię i w myśl uzgodnień, przyjętych w trakcie konferencji w Libanie i we Włoszech, odbywanych z udziałem głównych ugrupowań partyzanckich, 12 października 1944 do Grecji wkroczyły oddziały brytyjskie pod dowództwem generała Ronalda Scobiego (operacja Manna). Powołany rząd koalicyjny pod przewodnictwem Jeorjosa Papandreu nie utrzymał się, ministrowie związani z EAM wystąpili z niego, po żądaniach generała Scobiego dotyczących rozbrojenia oddziałów ELAS. Lewica sprzeciwiała się rozbrojeniu swoich oddziałów bez jednoczesnego rozbrojenia sił militarnych rojalistów (EDES) oraz formacji kolaboracyjnych.
Utrzymanie rządu koalicyjnego oraz uniknięcie wojny domowej od początku nie leżało w planach obozu królewskiego i Brytyjczyków. Jeszcze 12 grudnia 1945 można było zapobiec dalszym starciom w Atenach. W trakcie tajnych negocjacji, partyzanci ELAS zaakceptowali wtedy wszystkie brytyjskie warunki, w zamian za wycofanie z miasta skrajnie antykomunistycznej 3 Brygady Górskiej. Brytyjczycy odmówili. Eskalację walk ułatwiała Brytyjczykom i rojalistom także Grecka Partia Komunistyczna, uprawiając – zgodnie z koncepcją sekretarza generalnego organizacji Nikosa Zachariadisa – konfrontacyjną propagandę.

### Wydarzenia „dekemvriana” w Atenach

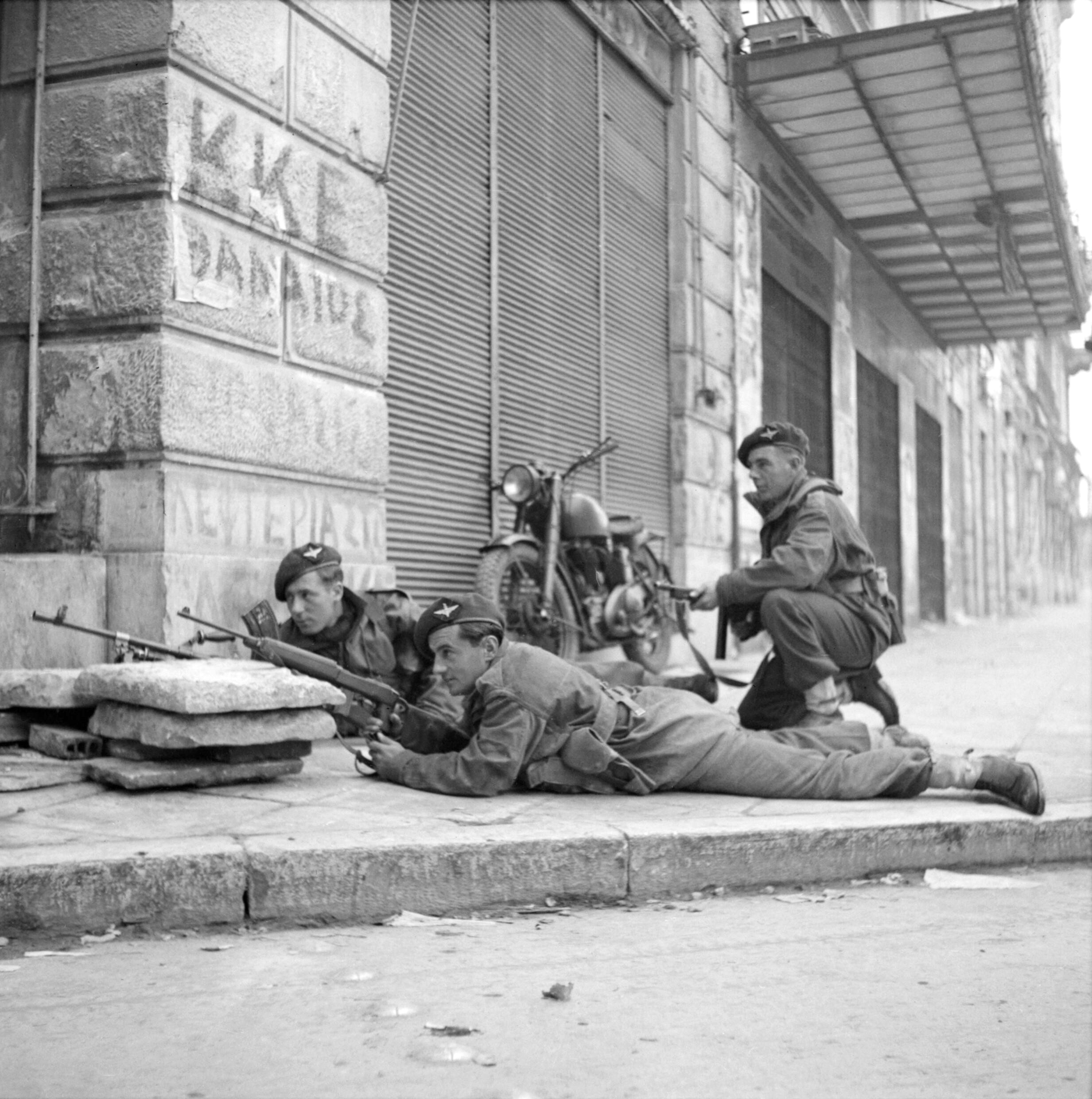
Brytyjscy spadochroniarze w Atenach, 1944

Próba rozbrojenia ELAS przy równoczesnym umożliwieniu pozostania pod bronią siłom prawicy i formacjom kolaboracyjnym i oddziałom byłych greckich hitlerowców, powszechnie wyrażane w wielkich demonstracjach żądania kar dla zdrajców, ale także skrajnie napastliwa propaganda, prowadzona przez KPG, stały się przyczyną zamieszek w Atenach. W ich trakcie, 3 i 4 grudnia 1944, w następstwie kilkakrotnego zmasakrowania cywilnych demonstracji przez siły porządkowe, złożone wyłącznie z byłych kolaborantów i byłych greckich oddziałów hitlerowskich, doszło też do pierwszych starć sił zbrojnych stron. Z chaotycznych, ale nie sprzecznych relacji stron wynika, że następnie duże zgrupowanie partyzantów ELAS starło się z Batalionami Bezpieczeństwa, stanowiącymi byłą, ochotniczą formację hitlerowską, protegowaną teraz przez Brytyjczyków, nawet przemundurowaną w brytyjskie mundury. Oddziały kolaborantów i byłych hitlerowców zostały niezwłocznie wsparte przez (nieliczne wtedy) wojsko królewskie i armię brytyjską. W dniach 4 i 5 grudnia wielokrotnie rozgłoszono w Atenach rozkaz brytyjskiego naczelnego dowództwa, rozbrojenia lub rozbicia wszystkich sił ELAS w Attyce. W telegramie do generała Scobiego W. Churchill zalecił: Proszę nie wahać się traktować Aten jak zbuntowane miasto wroga. 7 grudnia ateńskie zgrupowanie ELAS uzyskało zgodę EAM i niezwłocznie podjęło próbę opanowania całej stolicy. Tym niemniej pierwsze poważniejsze starcie z Brytyjczykami miało miejsce dopiero 12 grudnia. Toczyły się jeszcze wtedy tajne negocjacje między brytyjskim dowódcą w Grecji a ELAS. Ściągając wojska z Włoch, około 18 grudnia Brytyjczycy opanowali sytuację, dysponując już wtedy w całej Grecji łącznie 75 tysiącami swych żołnierzy. Dopiero po 35 dniach walk, toczonych z udziałem brygady brytyjskich komandosów, pułku czołgów, marynarki wojennej i lotnictwa bombowego Wielkiej Brytanii, ale także po negocjacjach toczonych z udziałem premiera Grecji, premiera Wielkiej Brytanii, arcybiskupa Aten, zwierzchnika Greckiego Kościoła Prawosławnego Damaskina oraz dowódców partyzanckich, bojownicy ELAS, jako strona pokonana, opuścili stolicę.
W trakcie wydarzeń „dekemvriana” Obie strony dokonywały egzekucji. W szczególności, w dzielnicach kontrolowanych przez partyzantów, przeprowadzono wiele „sądów ludowych” oraz rozstrzelano nawet bez takiego sądu liczne osoby, oskarżane, czasem niesłusznie, o kolaborację z okupantem.
W ostatniej fazie walk, partyzanci osłaniający odwrót oddziałów, a także partyzanci w innych miejscach Grecji, pobrali licznych, prominentnych zakładników. Według niektórych źródeł, chronili w ten sposób życie swych towarzyszy, wziętych do brytyjskiej niewoli, w trakcie walk. Kilku autorów przedstawia opinię, że część tych zakładników została następnie stracona, co podawane jest w wątpliwość. W trakcie walk ateńskich, Stany Zjednoczone zachowały postawę neutralną, przekazując stronie brytyjskiej swą dezaprobatę. Całkowite milczenie zachował ZSRR.

### Porozumienie z Warkizy
W letnisku Warkiza k. Aten 12 lutego 1945 podpisano porozumienie rozwiązujące wszystkie oddziały partyzanckie i paramilitarne stron konfliktu. Przewidziano abolicję dla obu stron. Uzgodniono też przeprowadzenie referendum o losach monarchii, a dopiero następnie powszechnych wyborów parlamentarnych pod kontrolą międzynarodową. Państwo gwarantować miało wolności obywatelskie i związkowe, znosząc prawa, które dotychczas ograniczały je. Nastąpiły wymiana jeńców i zwolnienie zakładników. Ustalono, że państwo greckie, w drodze normalnego poboru, od podstaw utworzy siły zbrojne i policję, w szczególności przyjmując licznych oficerów, wskazanych przez ugrupowania ruchu oporu (w tym głównie ELAS i EDES). Zgodzono się co do potrzeby ukarania wybitnych kolaborantów i zbrodniarzy hitlerowskich oraz wyłączono z abolicji zwykłe przestępstwa kryminalne.
Porozumienie nie mogło wejść w życie, gdyż nie wszystkie oddziały partyzanckie zostały rozwiązane. Ze strony ELAS zbuntował się, nie wierząc w dobre intencje Brytyjczyków z niewielkim oddziałem, założyciel i jeden z trzech głównych dowódców formacji, Aris Weluchiotis. Został za to potępiony przez KPG, a następnie, w czerwcu 1945 także wydalony z partii. Ze strony monarchistycznego ruchu partyzanckiego EDES w dalszym ciągu pozostawały uzbrojone i współpracowały z policją doborowe oddziały, w tym oddział, który dokonał osaczenia Weluchiotisa. Podjęły działalność bojówki, które skrytobójczo mordowały zwolenników EAM/ELAS. Znaczna część broni rozchodzących się do domów partyzantów ELAS została przez nich ukryta, a nie zdana policji. Wobec partyzantów lewicy nie wprowadzono w życie obiecanej abolicji. Akcje zbrojne partyzantów ELAS z okresu okupacji, jeśli nie zostały każdorazowo zlecone przez zjednoczone dowództwo aliantów, zdominowane przez monarchistów sądy kwalifikowały jako „pospolite przestępstwa kryminalne” i jako takie nieobjęte układem z Warkizy. Za zwykłe działanie kryminalne sądy uznawały też udział w walkach „dekemvriana” (dowódcą owego zgrupowania ELAS był Aris Weluchiotis). Poborem do nowego wojska i policji objęto w pierwszej kolejności byłych greckich hitlerowców. Podczas gdy wszystkich tych oficerów, których w myśl umowy wytypował ELAS, pozostawiono bez przydziału do jednostek, większość z nich następnie także internowano lub więziono. Wybory powszechne przeprowadzono dopiero 31 marca 1946, czyli już po długotrwałej fali represji. Referendum ustrojowe przeprowadzono jeszcze po kolejnych 5 miesiącach represji. Działalność kolejnych rządów Grecji była w tym okresie ściśle nadzorowana przez Wielką Brytanię, dążącą do restauracji monarchii. Toteż już 10 kwietnia odwołano nawet greckiego premiera Nikolaosa Plastirasa, zwolennika pojednania narodowego, zaraz po jego sprzeciwie wobec masowej promocji byłych hitlerowców. Jesienią 1946, w trakcie sprawowania władzy przez skrajnie prawicowy rząd Konstandinosa Tsaldarisa, służbę w byłych, hitlerowskich Batalionach Bezpieczeństwa, określono jako właściwą rekomendację do służby w armii królewskiej.

### Represje wobec byłych uczestników ruchu oporu ELAS
Według źródeł lewicy, pomiędzy 12 lutego 1945 (umowa z Warkizy) a 31 marca 1946 (data pierwszych wyborów powszechnych) w kraju działało już także 166 grup antykomunistycznych, o charakterze bojówkarskim. Tylko w tym okresie przeciw domniemanym komunistom doszło do 1289 mordów, 6671 zranień, 31 632 przypadków tortur, 84 931 aresztowań, 165 gwałtów i 18 767 rabunków oraz skazano na wyroki więzienia ponad 30 tysięcy osób, podejrzanych o sprzyjanie EAM. Zniszczono 767 biur i punktów informacji wyborczej EAM.
Swe oficjalne dane, obejmujące krótszy okres, przytoczył też minister sprawiedliwości E. Rentis. Gdy 10 grudnia 1945 ogłoszono rozporządzenie „O rozluźnieniu więzień”, minister poinformował, że dotychczas przeprowadzono postępowania karne przeciw 48.956 członkom EAM lub ELAS, zaś suma osób objętych śledztwem i z aresztowaniami (υπό δίωξη, μαζί με τους προφυλακισμένους) sięgnęła około 80 000 osób. W związku z przetłoczeniem więzień i aresztów 3/4 z nich zostało już zwolnionych. Historyk, cytujący te dane oficjalne, nie podziela ich, przychylając się do wyższych szacunków.
Urzędnicy Ministerstwa Obrony Narodowej bywali jednocześnie organizatorami oddziałów terrorystycznych. Od wyzwolenia, do 31 marca 1946 r. wyznaczane przez Brytyjczyków rządy zmieniały się przeciętnie co 2-3 miesiące, co nie sprzyjało stabilizacji. Wojsko i policja zostały opanowane przez niejawną, skrajnie prawicową „Organizację X”. Najgorzej wyglądała sytuacja w południowej części półwyspu Peloponez. Terroryści, wywodzący się ze skrajnej, antydemokratycznej prawicy, a nie organy państwowe, sprawowali tam rzeczywistą władzę wykonawczą, na obszarach całych prefektur, bezkarnie mordując nawet urzędników państwowych. Bandyci-terroryści, oficjalnie poszukiwani listami gończymi, jeśli zostali ujęci przez lokalne siły porządkowe lub przez Brytyjczyków, przekazywani byli do Aten, tam jednak szybko odzyskiwali wolność.
Oficjalne, sądowne represje wobec lewicy przygasły w grudniu 1945 roku, gdy decyzją Brytyjczyków władzę objął centrowy rząd Sofoulisa. Ograniczono wtedy ściganie i zmieniono definicje przestępstw, popełnionych w trakcie II wojny światowej, przeciw formacjom wojskowym okupantów oraz personelowi kolaboracyjnej administracji.

### Powrót króla i represje w wojsku
27 września 1946 powrócił do Grecji Jerzy II. Następnego dnia ogłoszono królewski akt łaski wobec kilku skazanych na śmierć uczestników ruchu oporu. Jednak natychmiastowo rozpoczęto represje w wojsku. Już 30 września, w mieście Larisa, 5 żołnierzy skazano na śmierć, a 14 na dożywocie za niewłaściwą postawę (για στάση). 2 października, w miejscowości Giannitsa, 2 oficerów i 11 żołnierzy skazano za zdradę stanu. 3 października sąd wojskowy w Salonikach skazał na śmierć 2 chorążych i 11 żołnierzy. 7 października sąd w Giannitsa skazał 21 żołnierzy i oficera, tym razem za spisek przeciw państwu, trzech spośród nich na śmierć. 10 października w Larisie skazano za postawę 94 żołnierzy. 24 października rozstrzelano w Larisie trzech sierżantów i 6 żołnierzy. 25 listopada, w Larisie, skazano na śmierć kolejnych 3 żołnierzy, a 4 grudnia kolejnego oficera i 13 żołnierzy, kolejnych 22 skazano na dożywocie. Represje objęły następnie kolejne garnizony.

## Wojna domowa

### Wybuch
KKE zbojkotowała przeprowadzone w atmosferze terroru wybory parlamentarne i nie uznała wyłonionego w nich prawicowego, monarchistycznego rządu, popieranego przez Wielką Brytanię. Krok ten uznawany jest dziś za największy błąd KC KPG. Niektórzy historycy greccy wskazują, że gdyby nie bojkot, wiosną 1946 roku zapewne doszłoby do sformowania koalicyjnego rządu centrolewicy. Analiza spisów wyborczych sugeruje, że 31 marca 1946 r. nie udało się do urn aż 45% wyborców. Liczbę tę zakwestionowała i pomniejszyła do 9,3% anglo-amerykańska komisja obserwatorów, niemniej bez szczegółowego sprawdzenia spisów. Miało to znaczenie wyłącznie propagandowe i tylko na użytek zagranicy. ZSRR i Francja odmówiły udziału w pracy komisji. Następnie KKE zbojkotowała też referendum rozstrzygające kwestię przyszłej formy ustrojowej państwa (monarchia lub republika).
W ocenie Richarda Clogga wybory z marca 1946 r. były ostatnim momentem, gdy sytuacja w powojennej Grecji mogła jeszcze rozwijać się w kierunku pokoju. Jednak prawicowy rząd, kierując się żądzą zemsty, zaostrzył podziały polityczne w kraju, a swoją polityką represji faktycznie zmusił byłych partyzantów ELAS do powrotu do podziemia. Po wyborach proces ten jeszcze przyspieszył. Równocześnie partia komunistyczna nadal nie zdecydowała, czy podjąć próbę zbrojnego przejęcia władzy, czy starać się sięgnąć po nią drogą konstytucyjną, pokojową.
W tych okolicznościach wewnętrznych konflikt w Grecji osiągnął ostateczną fazę, określaną jako właściwa wojna domowa (1946–1949).

Bazy organizacyjne i wojskowe „Demokratycznej Armii Grecji” oraz szlaki wjazdowe do Grecji (legenda po grecku)

W październiku 1946 Komunistyczna Partia Grecji ogłosiła sformowanie komunistycznej formacji partyzanckiej – DSE (gr. Dimokratikos Stratos Ellados – Demokratyczna Armia Grecji). Jednak mobilizujące się do samoobrony i kontrakcji oddziały komunistyczne dokonywały pomniejszych ataków na posterunki policji od wiosny tego samego roku. W lipcu 1946 w ataku na kompanię wojska w Pondokerasii zginęło 16 żołnierzy, zaś 30 innych zdezerterowało, by przyłączyć się do komunistów. W sierpniu rząd Tsaldarisa oskarżył partyzantów o uzyskiwanie pomocy z Bułgarii i Jugosławii. Łączenie się lokalnych oddziałów w DSE trwało od września. W końcu roku formacja ta liczyła 20 tys. ludzi uzbrojonych w 30 tys. sztuk broni. W tym okresie DSE podejmowała przede wszystkim ataki na posterunki policyjne i mniejsze jednostki wojska. 28 października 1946 powołano Naczelne Dowództwo Partyzantów (gr. Γενικό Αρχηγείο Ανταρτών), kierowane przez Markosa Wafiadisa oraz członka centralnych władz KKE. Wafiadisowi podlegało 7 komendantów okręgowych.

### 1946–1947

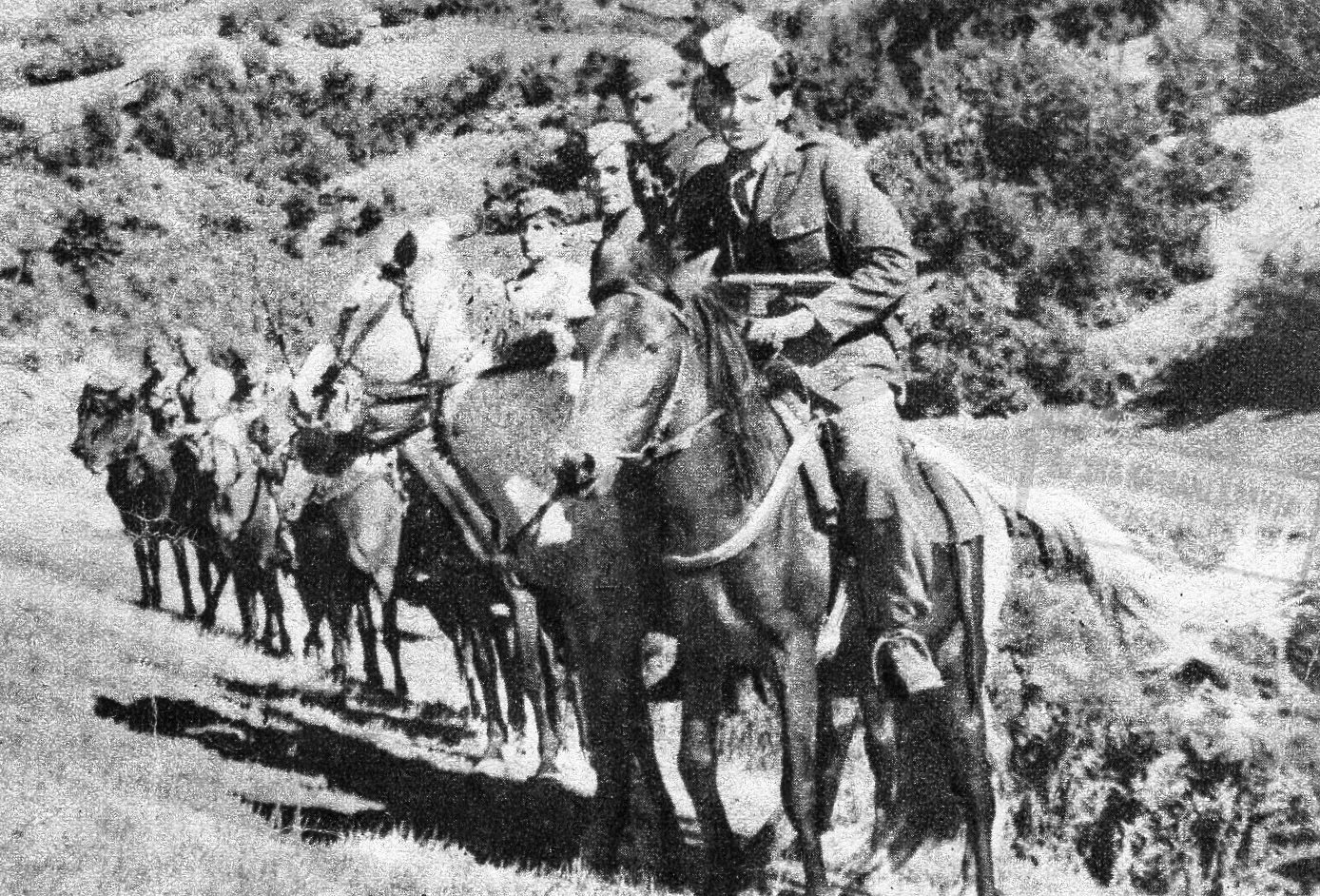
Partyzanci Demokratycznej Armii Grecji

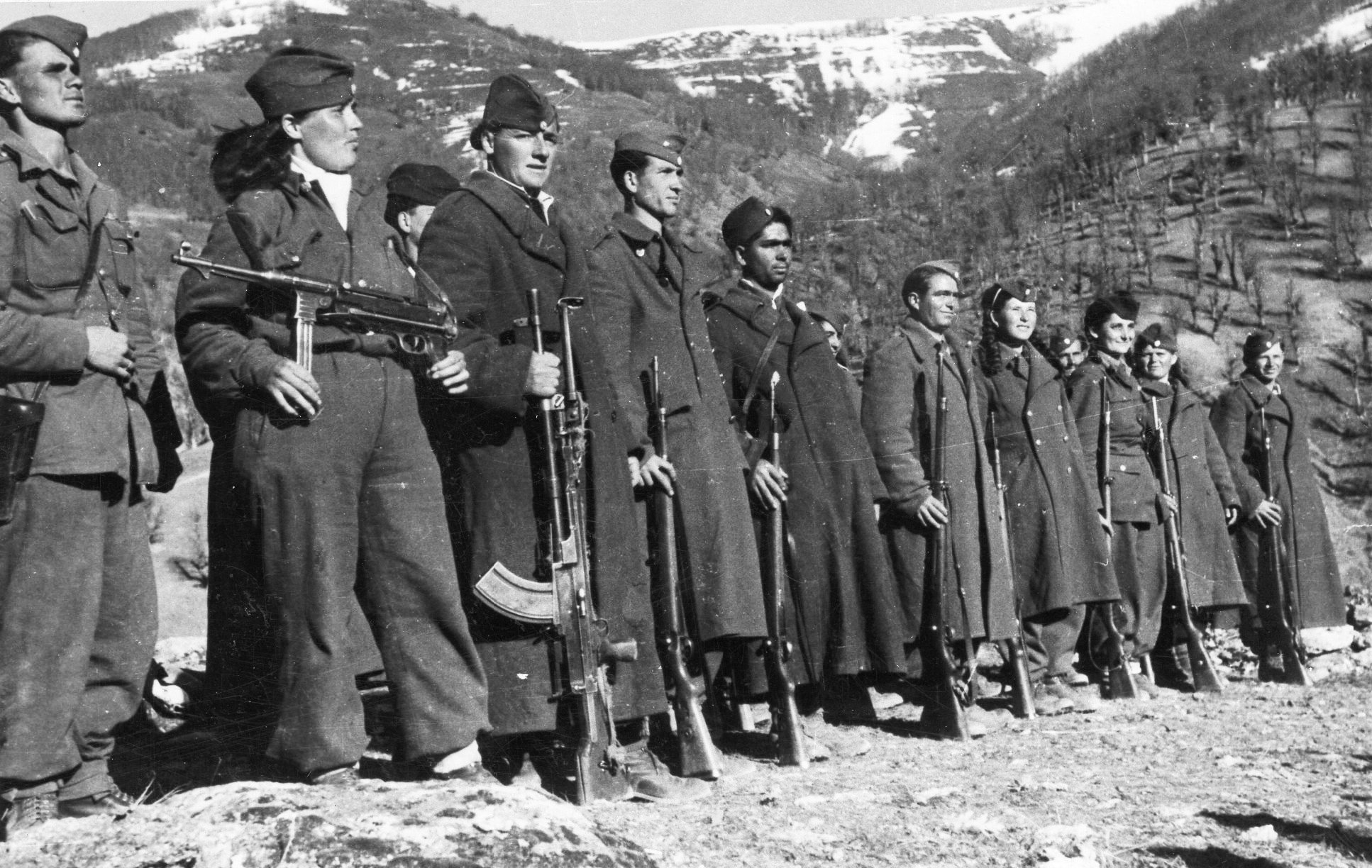
Partyzantci Demokratycznej Armii Grecji

Z czasem DSE ogłosiła jako swój główny cel przekształcenie Grecji w państwo komunistyczne oraz przyłączenie jej do strefy wpływów ZSRR. Organy Komunistycznej Partii Grecji (KKE) uzyskały, pod takimi warunkami, logistyczne wsparcie państw pozostających po 1945 roku pod wpływem ZSRR (Albanii, Jugosławii, Bułgarii). Strona rządowa dysponowała 100 tys. (w połowie 1947 już 115 tys.) słabo wyszkolonych i gorzej zdyscyplinowanych żołnierzy.
Do lutego 1947 DSE, stosując taktykę partyzancką, opanowała ponad 100 wsi na zachodzie i północy Grecji oraz górzyste regiony północy kraju. Na ziemiach pozostających pod kontrolą DSE organizowano alternatywną administrację, prowadzono pobór podatków i pobór do wojska. Wobec sukcesów komunistów dotychczas neutralne Stany Zjednoczone, realizując wytyczne doktryny Trumana, od roku 1947 udzieliły rządowi Grecji pomocy ekonomicznej (z czego wycofała się Wielka Brytania). Pomoc tę nadzorowała Amerykańska Misja Pomocy dla Grecji (AMAG). Amerykanie dostarczali również siłom rządowym sprzęt wojskowy oraz kierowali do Grecji swoich doradców militarnych. Od listopada 1947 funkcjonował wspólny sztab grecko-amerykański, zaś od lutego 1948 działała misja United States Army Group in Greece. Złożona z 286 osób AMAG w rzeczywistości kreowała politykę rządu greckiego w zakresie gospodarki i decydowała o strategii zwalczania partyzantki komunistycznej.
24 grudnia 1947 nadająca z Albanii rozgłośnia Wolna Grecja ogłosiła powstanie Tymczasowego Demokratycznego Rządu Greckiego („rządu z gór”). W skład rządu weszło 7 osób, z Wafiadisem na czele. ZSRR i pozostałe państwa komunistyczne nigdy nie uznały formalnie tego rządu, chociaż w tajemnicy nadal wspierały działalność KKE. Od grudnia 1948 r. wykorzystywano także statki Polskiej Marynarki Handlowej, a dostarczane tą drogą materiały wojenne musiały nosić cechy produkcji niemieckiej (III Rzeszy) lub byłych aliantów zachodnich.
Jesienią 1947 rząd Grecji ogłosił zaciąg do wojska, w wyniku którego pod bronią znalazło się 200 tys. osób. Miał być to krok poprzedzający ostateczną rozprawę z DSE.
W grudniu 1947 DSE podjęła próbę zdobycia miasta Konitsa, położonego przy jedynej drodze z gór Grammos do Grecji centralnej. Komuniści zakładali, że morale przeciwnika jest na tyle niskie, że frontalny atak na miasto, stanowiący odstępstwo od zwykłej taktyki partyzanckiej, ma szanse powodzenia. Oddziały rządowe liczące 900 żołnierzy obroniły miasto, następnie przybycie odsieczy ostatecznie odrzuciło od niego 2500 atakujących partyzantów.

### 1948. Zmiana taktyki walki i klęski DSE

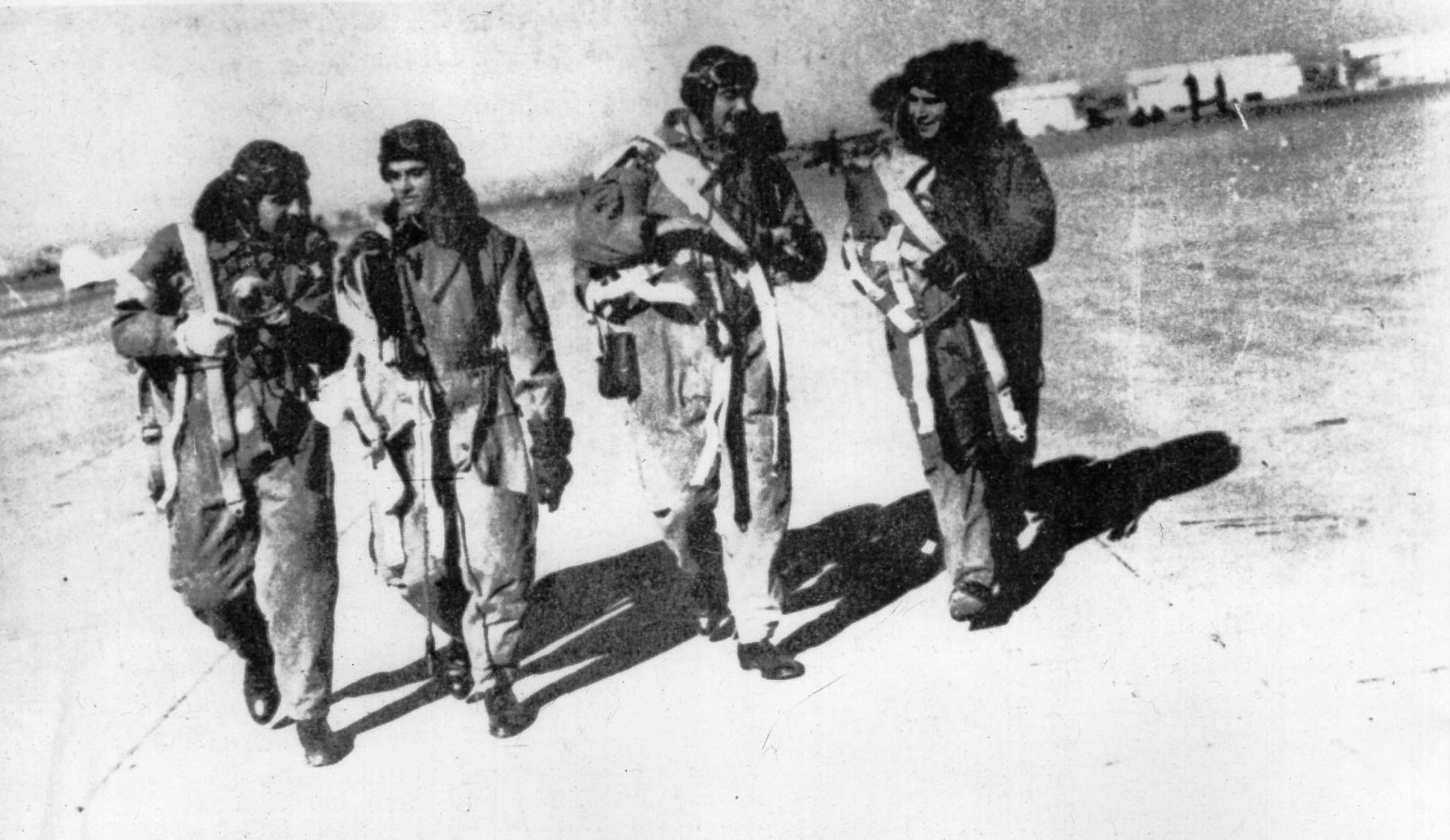
Lotnicy Królewskiej Armii Greckiej w czasie wojny domowej

W lutym 1948 DSE podjęła atak na Florinę. Podobnie jak w przypadku szturmu Konitsy, cztery tysiące partyzantów zostało odpartych od miasta, połowa zginęła.
Na początku 1948 komunistyczna partyzantka osiągnęła szczytową liczebność – 26 tys. ludzi. Partyzanci byli aktywni wzdłuż całej północnej granicy państwa, pojawili się na wyspach Lesbos, Kefalini, Krecie, Samos i Ikarii, na Peloponezie i w górach Pindos. W maju 1946 nieznani sprawcy zamordowali w Salonikach George'a Polka, dziennikarza amerykańskiej sieci CBS, badającego oskarżenia o defraudację amerykańskich funduszy pomocowych i zapowiadającego publikację wywiadu z Markosem Wafiadisem.
W roku 1948 w sporze między Tito a Stalinem sekretarz generalny KKE Nikos Zachariadis opowiedział się po stronie dyktatora ZSRR. Krok ten skłonił Tito do ograniczenia pomocy udzielanej DSE. Tymczasem Stalin od początku nie wierzył w szanse powodzenia komunistów greckich i uznał, że wynik wojny domowej jest przesądzony na korzyść rządu. Markos Wafiadis zaczął wówczas skłaniać się ku zawieszeniu broni i podjęciu rozmów z władzami Grecji. Ze stanowiskiem tym nie zgadzał się Zachariadis, zdeterminowany dalej prowadzić wojnę. Wskutek konfliktu między nimi Wafiadis stracił wszystkie stanowiska, jakie pełnił w DSE. Oddziały DSE zostały przeorganizowane; formacja z partyzantki miała upodobnić się do armii regularnej i przystosować się do prowadzenia wielkich operacji, w tym uderzeń na miasta.
Błędem komunistów okazało się zamknięcie szeregów DSE przed większością niekomunistycznych oficerów zawodowych, uprzednio licznie wspierających Greckie Ludowe Wojsko Wyzwoleńcze (ELAS). Wskutek przymusowego przesiedlenia około 800 tysięcy ludności prowincji do większych miast komuniści mieli też problem z pozyskiwaniem rekrutów. Podobnie jak strona rządowa, partyzanci stosowali już wtedy pobór przymusowy. Badacze różnią się w ocenie jego skali, w poszczególnych latach, gdyż niemal każdy pobór do DSE upozorowany był na przymus, dla bezpieczeństwa rodzin.
W trzyletniej wojnie domowej największymi starciami okazały się boje o masyw górski Grammos. W pierwszej z tych bitew wojska rządowe użyły 80 000 żołnierzy, 136 dział, 50 samolotów którym DSE przeciwstawiło, w początkowej fazie operacji tylko 5500 partyzantów, a w końcowej fazie 11 000 (mężczyzn oraz kobiet, łącznie). Walki toczyły się od 16 czerwca do 21 sierpnia 1948. Tego dnia siły DSE brawurowo przełamały pierścień wojsk rządowych, przebijając się w kierunku wschodnim, do także uprzednio umocnionego masywu góry Witsi. Wyczerpane oddziały rządowe nie były już zdolne do pościgu. Bitwa ta uważana jest za jedną z najciekawszych taktycznie operacji DSE. O sukcesie partyzantów przesądziło znakomite wykorzystanie atutów bardzo trudnego, górskiego terenu.
W 1948 siły wojskowe odnosiły coraz większe sukcesy w walce z partyzantami. Decydowało o tym wykorzystanie lotnictwa, w tym używanie bomb napalmowych produkcji amerykańskiej. Siły rządowe wyparły komunistów z gór Witsi, zmuszając ocalałe oddziały do wycofania się na terytorium Albanii. W listopadzie 1948 w całej Grecji wprowadzony został stan wojenny.

### 1949. Ostatnie starcia

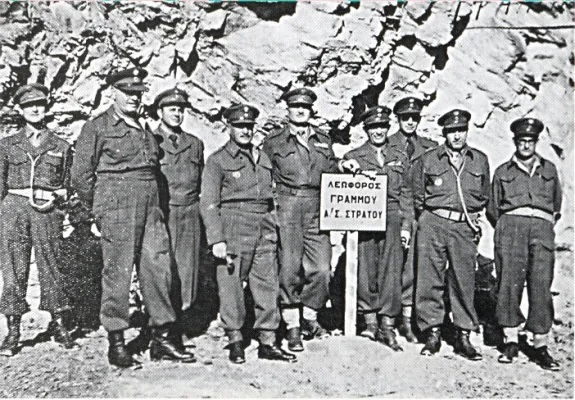
Dowódcy Królewskiej Armii Greckiej po zakończonej operacji w górach Grammos, 1949

DSE podjęło walkę na nowo na początku roku 1949, według nowej taktyki. Akcje zbrojne komunistów nie przynosiły im jednak spodziewanych sukcesów. W styczniu tego samego roku dowódcą naczelnym sił rządowych został bohater wojny z Włochami gen. Aleksandros Papagos. Ofensywa wojsk rządowych zmusiła DSE do wycofania się w góry w północno-zachodniej Grecji.
Od lutego do kwietnia 1949 r. 3 Dywizja DSE, odcięta od źródeł zaopatrzenia, została całkowicie unicestwiona w walkach na Peloponezie. W lipcu 1949 Jugosławia ostatecznie zamknęła granicę z Grecją. Następnie w sierpniu 1949, wojska rządowe pokonały DSE w drugiej bitwie o góry Witsi (10–16 sierpnia) i Grammos (toczonej od 25 sierpnia). Armia rządowa użyła w tej bitwie 180 tysięcy żołnierzy, 150 dział, 200 transporterów opancerzonych oraz czołgów, 80 samolotów. W wyniku walki DSE została ostatecznie rozbita, zaś ostatni jej bojownicy przekroczyli granicę albańską. 16 września 1949 Komunistyczna Partia Grecji ogłosiła „czasowe” zawieszenie broni.

### Obozy koncentracyjne

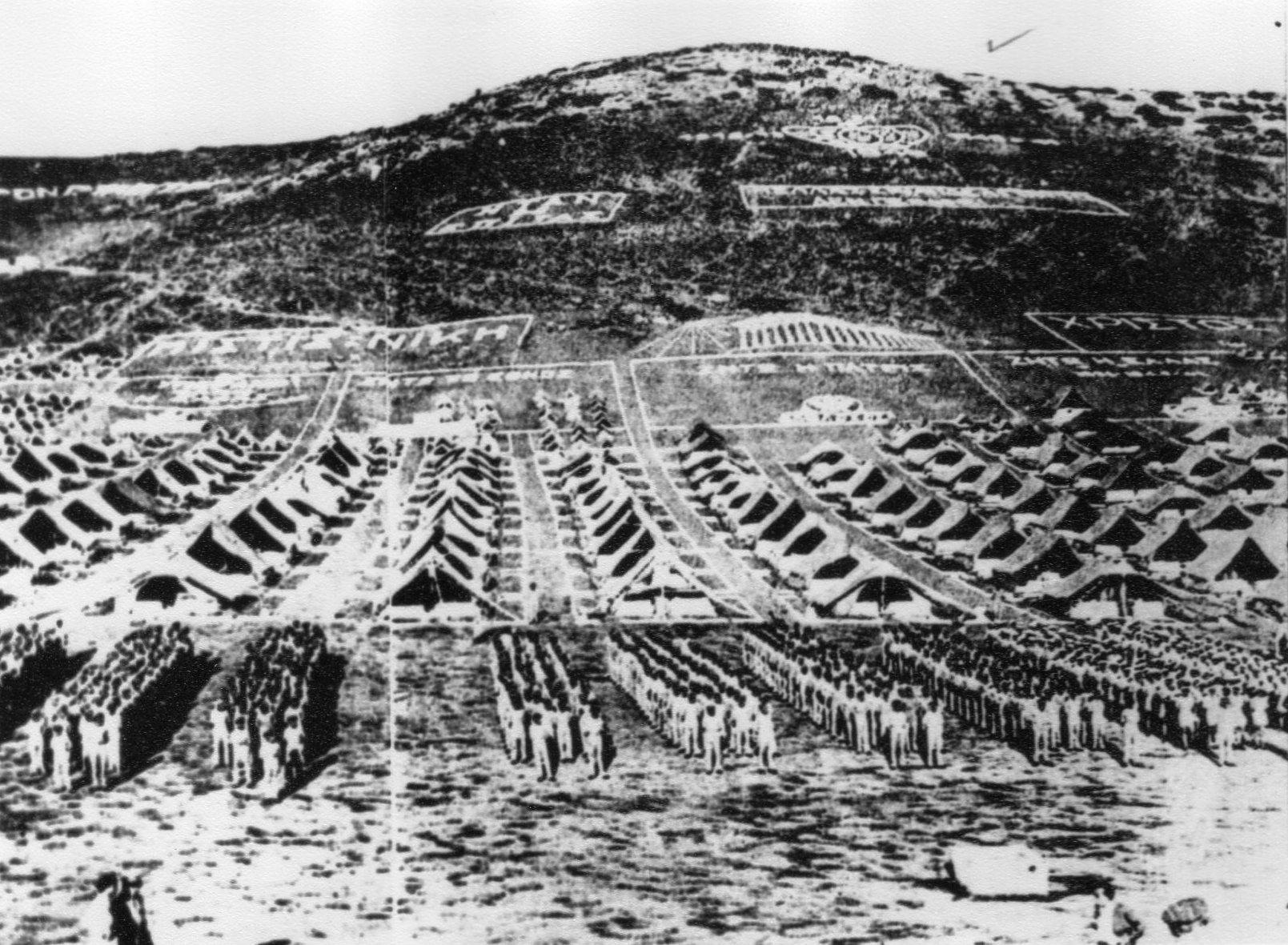
Obóz dla pojmanych greckich partyzantów

Osobom niewygodnym – od 1944 r. żołnierzom wojsk królewskich, od wiosny 1945 r. weteranom ruchu oporu, a po rozpoczęciu wojny domowej także dziesiątkom tysięcy cywili, przedstawiano zarzut pozostawania pod wpływem komunizmu, przy czym wobec żołnierzy wystarczał zarzut „niewłaściwej postawy”, po czym umieszczano ich w obozach, z początku jenieckich, następnie w specjalnie w tym celu utworzonych obozach koncentracyjnych. Wystarczały po temu decyzje administracyjne. W obozach programowo popełniano zbrodnie. W samych tylko obozach wyspy Makronisos więziono tak 1100 oficerów, 27 tys. żołnierzy i 30 tysięcy osób cywilnych, wśród nich kobiety i dzieci.

### Bilans ofiar
Według danych rządowych, prawdopodobnie przesadzonych, łączna liczba ofiar wojny domowej w Grecji sięgnęła 150 tys. osób. Według szacunków zachodnich zginęło 13 tys. żołnierzy wojsk rządowych, zaś 26 tys. zostało rannych. Po stronie komunistów miało być 38 tys. zabitych i 76 tys. rannych. Zginęło również 5 tys. cywilów niezwiązanych z żadną ze stron, zostało zniszczonych 12 tys. domów. 30 tys. dzieci zostało ewakuowanych przez DSE do państw Bloku Wschodniego. 4 tys. żołnierzy wojsk rządowych miało paść ofiarą egzekucji przeprowadzonych przez komunistów. Tysiące osób podejrzanych o walkę w szeregach DSE lub jej wspieranie zostało uwięzionych, 1200 komunistów skazano na śmierć i stracono. Historycy greccy przyjmują 70 tysięcy, jako aktualnie najbardziej prawdopodobną liczbę ofiar śmiertelnych, dotychczas systematycznie podnoszoną, w miarę dalszych badań.
- Emigracja polityczna rodzin partyzantów oraz późniejsza normalizacja tej sytuacji przedstawione są w odrębnym haśle o DSE

## Grecja po wojnie domowej
Ostateczne zwycięstwo sił monarchistycznych, wspieranych przez część krajów zachodnich, umożliwiło wstąpienie Grecji w struktury NATO. Zastraszenie społeczeństwa i pogrążenie go w apatii skutkowało też skupieniem rzeczywistej władzy głównie w rękach osób wojskowych i ich zwolenników, a często także byłych greckich żołnierzy hitlerowskich, takich jak np. pułkownik Georgios Papadopoulos, późniejszy organizator puczu w 1967 roku. Także po zakończeniu działań wojennych nie ustawały prześladowania administracyjne, a nawet skrytobójstwa osób podejrzewanych o lewicowe poglądy. Działacze lewicy narażeni byli na ataki bojówek skrajnej, antydemokratycznej części prawicy oraz popełniano przeciw nim zbrodnie sądowe. Zdarzały się też zabójstwa parlamentarzystów lewicy, dokonywane nawet na forum publicznym i nawet bez cienia wątpliwości co do ich politycznej inspiracji. Po krótkim okresie liberalizacji, lecz wciąż tylko pozorów demokracji, z połowy lat 60., nastąpił wojskowy zamach stanu „czarnych pułkowników”, dokonany już w roku 1967.
Jesień 1974 roku to początek wprowadzania rzeczywistej demokracji. Grecja ostatecznie stała się republiką. Cofnięto zakaz działalności partii komunistycznych. Zwolniono więźniów politycznych i rozpoczęto wydawanie zezwoleń przyjazdu emigrantom politycznym i ich rodzinom, w tym także byłym bojownikom DSE. Automatycznie przywrócono obywatelstwo greckie tym wychodźcom, którzy zostali pozbawieni go przez juntę oraz zapoczątkowano proces przyznawania obywatelstwa mieszanym rodzinom wychodźców z okresu wojny domowej.
Założyciel i pierwszy dowódca DSE Markos Wafiadis, od 1989 r. dwukrotnie pełnił jeszcze godność posła do parlamentu Republiki Grecji, z ramienia partii socjalistycznej. Żołnierze wszystkich formacji ruchu oporu oraz obu stron wojny domowej 1946-1949 korzystają z praw kombatanckich, a określenie „Grecka Wojna Domowa”, w języku nowogreckim jest obowiązkowo zapisywane od dużych liter.